# Боа-Вишта (Лейрия)
Боа-Вишта (порт. Boa Vista) — район (фрегезия) в Португалии, входит в округ Лейрия. Является составной частью муниципалитета Лейрия. По старому административному делению входил в провинцию Бейра-Литорал. Входит в экономико-статистический субрегион Пиньял-Литорал, который входит в Центральный регион. Население составляет 1926 человек на 2001 год. Занимает площадь 8,99 км².
Покровителем района считается Дева Мария (порт. Nossa Senhora das Dores).